# Gnophos subfasciaria
Gnophos subfasciaria là một loài bướm đêm trong họ Geometridae.